# Acacia cinerascens
Acacia cinerascens é uma espécie de leguminosa do gênero Acacia, pertencente à família Fabaceae.